# 双桥街道 (宣城市)
双桥街道，是中华人民共和国安徽省宣城市宣州区下辖的一个乡镇级行政单位。

## 行政区划
双桥街道下辖以下地区：
双桥社区、泥湾社区、金杨社区和隆兴村。